# Ápio Cláudio Crasso Inregilense Sabino
Ápio Cláudio Crasso Inregilense Sabino (em latim: Appius Claudius Crassus Inregillensis Sabinus) foi um político da gente Cláudia nos primeiros anos da República Romana eleito cônsul em 451 a.C. com Tito Genúcio Augurino. Foi também decênviro no Primeiro e Segundo Decenvirato (451 e 450 a.C. respectivamente).
Era filho de Ápio Cláudio Sabino Inregilense (cônsul em 471 a.C.), pai de Ápio Cláudio Crasso (tribuno consular em 424 a.C.) e avô de Ápio Cláudio Crasso (tribuno consular em 403 a.C.).

## Consulado
Ápio Cláudio foi eleito cônsul com Tito Genúcio Augurino em 451 a.C., ano no qual foi instituído o Primeiro Decenvirato e, por isso, para compensar a perda do cargo consular, Ápio (e Tito) foi nomeado um dos primeiros dez decênviros.

## Primeiro Decenvirato
O objetivo do Primeiro Decenvirato era reescrever as leis do ordenamento jurídico romano. Assim como seus companheiros, além de contribuir para a criação do que futuramente seria a Lei das Doze Tábuas, Ápio Cláudio administrou a justiça da cidade, para grande satisfação da população. O sucesso foi tanto que os romanos decidiram estender o decenvirato por mais um ano.

## Segundo Decenvirato

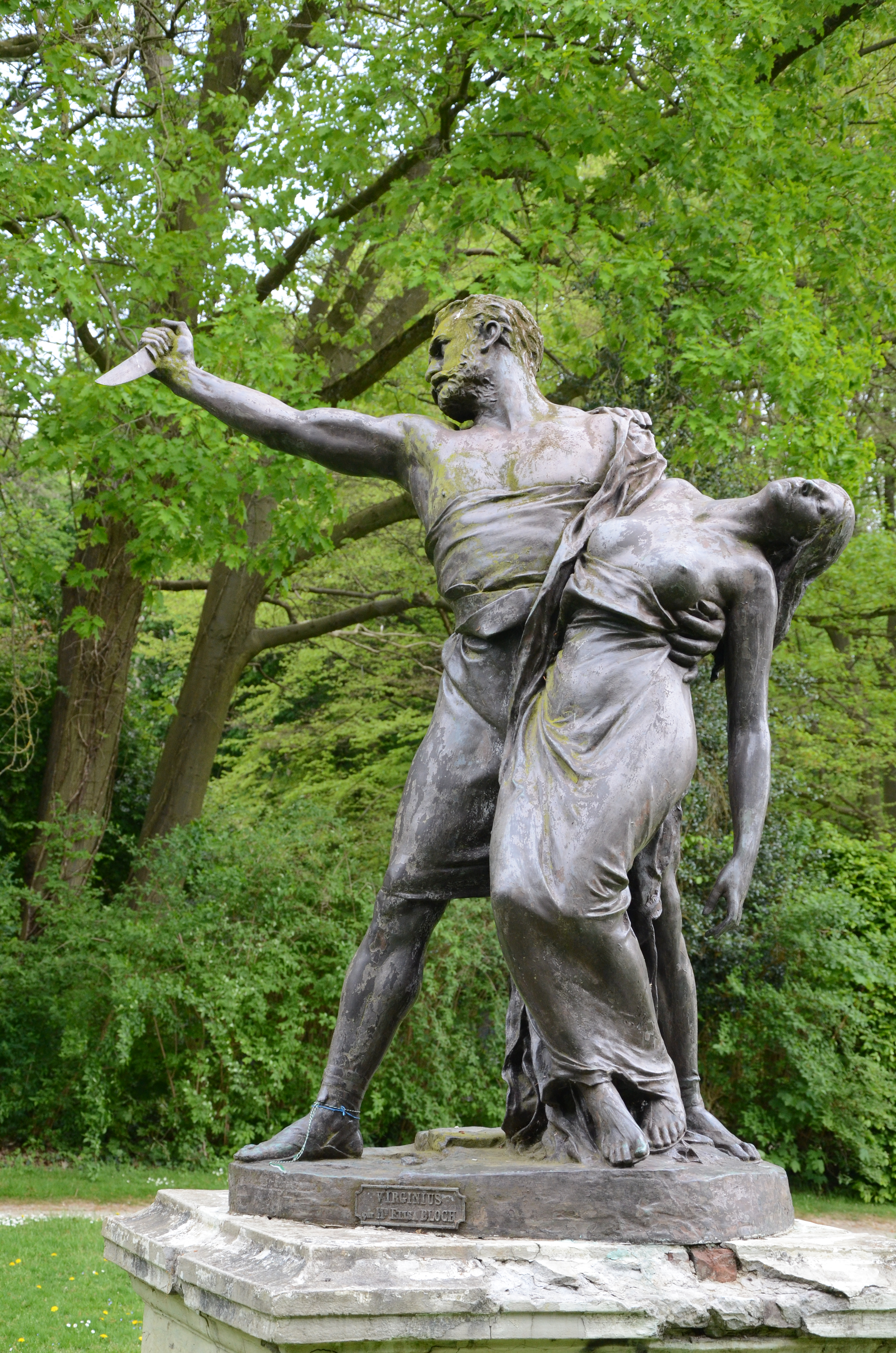
"Virgínia". A história trágica do abuso de poder de Ápio Cláudio para ter Vergínia, assassinada pelo próprio pai, levou ao fim do decenvirato.
Estátua em Tervuren, na Bélgica.

Ápio Cláudio foi o único decênviro a ser reeleito para o Segundo Decenvirato, caracterizado por atitudes autoritárias e claramente contra os plebeus, chegando ao ponto da subversão, pois, depois de terem promulgado as leis nas Doze Tábuas e, portanto, cumprido sua missão, os decênviros não convocaram uma nova eleição e se mantiveram na função.
| “ | Eles tratavam a plebe com descaramento e saqueavam suas propriedades, pois eram sempre os mais fortes e tinham razão, qualquer que fosse o capricho que lhes passasse pela cabeça. Além do mais, não havia mais respeito nem ao menos pelas pessoas: eram chicoteadas e até mesmo decapitadas. Mas a crueldade não era um fim em si mesma, pois à execução do proprietário se seguia o confisco de seus bens | ” |
|   | — Lívio, Ab urbe condita, III, 37. |   |

| “ | Os Idos de Maio chegaram. Sem se preocuparem em eleger outros magistrados às suas funções, os decênviros — agora cidadãos privados — apareceram em público deixando claro que não queriam abrir mão completamente de seu poder e nem de se privar da insígnias que eram exclusivas da função. Sem dúvida, faziam lembrar um verdadeiro despotismo | ” |
|   | — Lívio, Ab urbe condita, III, 38. |   |

Neste ínterim, sabinos e équos, convencidos de que poderiam se aproveitar das dissidências internas em Roma, voltaram a atacar o território romano primeiro e, depois, o tuscolano. Os decênviros se viram obrigados a convocar os senadores para que fosse dado andamento às preparações militares.
A reunião foi muito tumultuada por causa da convicção dos senadores de que o comportamento dos decênviros era ilegal, pois eles deveriam ter renunciado ao término de seus mandatos; muitos senadores se dirigiam a eles como se eles fossem simples cidadãos e não magistrados romanos. Mas explorando o ressentimento dos senadores pelos tribunos da plebe, uma função que, como a dos cônsules, seria também restaurada com o final do decenvirato, os decênviros conseguiram obter dos senadores uma ordem de alistamento, o que permitiu que fossem criados dois exércitos para enfrentar sabinos e équos. Enquanto aos demais decênviros coube a liderança dos exércitos, Ápio Cláudio e Espúrio Ópio Córnice ficaram encarregados da defesa de Roma.
Neste ponto se inserem os eventos relacionados a Lúcio Sício Dentato e Vergínia, depois dos quais os soldados dos dois exércitos abandonaram seus acampamentos, retornaram para Roma, primeiro para o Aventino e depois para o Monte Sacro, ameaçando uma nova secessão da plebe. Os senadores, convencidos do fracasso do experimento, abandonaram o decenvirato e reconstituíram a magistratura regular, re-estabelecendo os cônsules e tribunos da plebe.

### Vergínia
No incidente que levou à morte Vergínia pelas mãos de seu pai, Lúcio Vergínio, Ápio Cláudio teve o papel negativo do poderoso enamorado pela garota apaixonada que não hesita em utilizar suas prerrogativas de função para seus próprios fins privados e libidinosos. O complô organizado por Ápio Cláudio para ter a garota, fazendo-a se passar por escrava de um cliente para escapar da autoridade deu seu pai, levou ao final do decenvirato.

## Morte
Depois da queda dos decênviros e restauradas as prerrogativas dos tribunos da plebe pelos cônsules Lúcio Valério Potito e Marco Horácio Barbato, Ápio Cláudio foi acusado por Lúcio Vergínio, o primeiro tribuno eleito, de ter acusado uma romana, sua filha Vergínia, de ser uma escrava.
Apesar das ações de seus familiares, que tentaram interceder em seu nome frente a população e a despeito de o próprio Ápio ter se utilizado do direito de apelação, que ele negou quando estava na função de decênviro, Lúcio Vergínio manteve viva a lembrança dos crimes de Ápio Cláudio, especialmente entre os plebeus, e conseguiu que ele fosse preso, o que o levou ao suicídio por temer a humilhação de um julgamento.